# T5-Exonuklease
Die T5-Exonuklease (englisch T5 flap endonuclease) ist ein Enzym aus der Gruppe der Nukleasen (Exonukleasen) und wird vom Bakteriophagen T5 gebildet.

## Eigenschaften
Die T5-Exonuklease dient während der Infektion von Escherichia coli dem Bakteriophagen bei der DNA-Replikation des viralen Genoms. Sie katalysiert als Exonuklease die Hydrolyse der endständigen Nukleotide von DNA-Doppelsträngen mit blunt ends in 5'→3'-Richtung unter Freisetzung von Nukleosid-5'-Phosphat. Bei 5'-gabelnder DNA schneidet die T5-Exonuklease als Endonuklease an der Verbindung zwischen einzelsträngiger und doppelsträngiger DNA. Die einzelsträngige DNA muss dafür ein freies 5'-Ende aufweisen. Die T5-Exonuklease bindet DNA mit Pseudo-Y-Struktur mit einer Dissoziationskonstante von 5 nM−1. Cofaktoren sind drei zweiwertige Magnesiumionen, wovon zwei für die Nukleaseaktivität notwendig sind. Die Reaktion erfolgt auch mit anderen zweiwertigen Kationen außer Calciumionen. Das pH-Optimum der Exonuklease liegt bei 9,3 und bei 5,5 für die Endonuklease.

## Anwendungen
Die T5-Exonuklease wird in der Biochemie unter anderem zum Gibson Assembly eingesetzt.